# Cyclotelus crassicornis
Cyclotelus crassicornis är en tvåvingeart som först beskrevs av Luigi Bellardi 1861.  Cyclotelus crassicornis ingår i släktet Cyclotelus och familjen stilettflugor. Inga underarter finns listade i Catalogue of Life.